# 毛罗·西莫内蒂
毛罗·西莫内蒂（義大利語：Mauro Simonetti，1948年7月14日—），意大利男子自行车运动员。他曾代表意大利参加1968年夏季奥林匹克运动会自行车比赛，获得男子团体计时赛铜牌。